# 馬斯良卡 (姆利尼夫區)
50°31′51″N 25°36′50″E / 50.53083°N 25.61389°E
馬斯良卡（烏克蘭語：Маслянка），是烏克蘭西北部的村莊，隸屬里夫內州的杜布諾區。該村面積6.48平方公里，海拔高度219米，2001年人口604，人口密度每平方公里93.2人。